# The Laramie Project

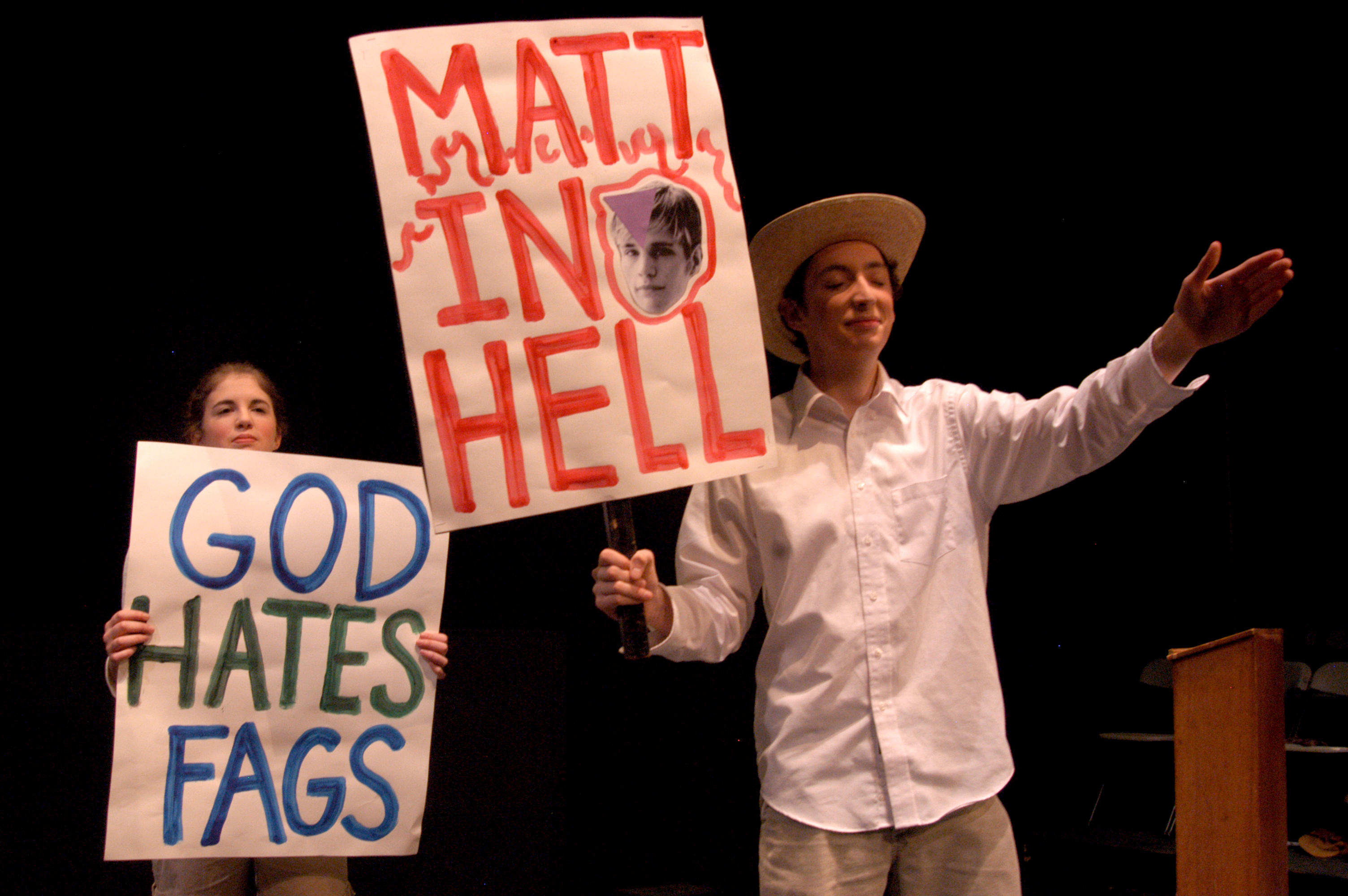
Nachgestellte Proteste der Westboro Baptist Church in einer Aufführung der Mercer Island High School, Washington.

The Laramie Project war ursprünglich ein Theaterprojekt von Moisés Kaufman und den Mitgliedern des New York City Tectonic Theater Project. Nach dem brutalen Mord an Matthew Shepard, welcher aus Schwulenhass ermordet wurde, beschlossen die Mitglieder des Theaterensembles, im November 1998 nach Laramie (Wyoming) zu fahren und dort die Einwohner zu interviewen, um daraus ein Theaterstück zu entwickeln.
Das Projekt ließ die Gruppe um Regisseur Kaufman nicht los. Fast ein Jahr lang reisten sie immer wieder in den Weiten Westen, um Interviews zu führen. Sie befragten Nachbarn, Geistliche und ehemalige Mitschüler und Lehrer; Menschen, die dem Opfer nahestanden oder Matthew persönlich kannten, aber auch Bewohner von Laramie, die mit der Geschichte nichts zu tun hatten. „Wir sind keine Journalisten, wir fallen nicht in Ihre Stadt ein, um sofort wieder zu verschwinden“, beruhigen sie die Interviewpartner.
Aus den Gesprächen entstand das Theaterstück „The Laramie Project“. Die rund achtzig Rollen wurden von einer Handvoll Schauspielern gesprochen. Im Februar 2000 hat das Theaterstück im Denver Center Theatre Premiere, anschließend wurde es im Union Square Theatre in New York City aufgeführt und hat seine Premiere in Laramie im November des gleichen Jahres.
Aufgrund des Erfolges des Theaterstücks entschloss sich der US-amerikanische Pay-TV-Sender HBO, das Theaterstück zu verfilmen. Mit einer hochkarätigen Besetzung (u. a. mit Peter Fonda, Joshua Jackson, Christina Ricci, Laura Linney, Clea DuVall, Ben Foster und Steve Buscemi) begannen die Dreharbeiten im Mai 2001. Seine umjubelte US-Premiere feierte der Film im Januar 2002 auf dem Sundance Film Festival. Im Februar 2002 hatte der Film in Berlin auf der Berlinale Premiere, im US-Fernsehen wurde er auf HBO im März 2002 ausgestrahlt.